# Vivero Municipal de Santa Cruz de Tenerife
El Vivero Municipal de Santa Cruz de Tenerife es un vivero público perteneciente al Ayuntamiento de Santa Cruz de Tenerife, ubicado en el Barrio de La Salud, en una finca de 12.000 metros cuadrados que linda con el cauce del Barranco de Santos. Dispone de invernaderos y otras instalaciones para el cultivo, oficinas y espacios para el personal. Depende del Negociado de Parques y Jardines de la ciudad y sirve de base para el mantenimiento y la mejora la vegetación de parques y calles. Se cultivan actualmente unos 18 mil entre árboles, arbustos y palmeras; alrededor de 4.500 árboles, 4.000 palmeras, 9.500 arbustos; y además varios miles de plantas anuales. En el vivero se han reproducido numerosas especies valiosas para el Parque García Sanabria y el Palmetum de Santa Cruz.